# Celestin (mineral)
Celestin ali celestit je stroncijev sulfatni mineral s formulo SrSO4. Je glavni vir elementrarnega stroncija, ki se običajno uporablja v pirotehniki in različnih kovinskih zlitinah.

## Nahajališča
Mineral je prvi opisal in poimenoval Abraham Gottlieb Werner leta 1799. Njegovo ime izhaja iz grškega  izraza coelestia – nebesni, ki namiguje na njegovo modrikasto barvo.  
Celestin se pojavlja v kristalih ali v kompaktnih masivnih in vlaknatih tvorbah, najpogosteje v sedimentnih kamninah. Pogosti spremljajoči minerali so sadra, anhidrit in halit.
Njegova nahajališča so povsod po svetu, običajno v majhnih količinah. Bledo modri primerki se najdejo na Madagaskarju.
Iz celestina so zgrajeni skeleti praživali iz razreda  Acantharea, ki se po tem razlikujejo od drugih radiolarij, ki imajo skelete iz kremena. V karbonatnih oceanskih sedimentih je nastal iz odmrlih živalskih organizmov.

## Geode
Kristali celestina se pojavljajo tudi v geodah. Največja znana geoda je ravno celestinska geoda, ki je na najširšem delu široka 10,7 m. Nahaja se v bližini vasi Put-in-Bay, Ohio, na otoku South Bass na jezeru Erie. Geoda je preurejena v turistično jamo Crystal Cave. Kristali na dnu geode so odstranjeni. Posamezni kristali celestina so široki do 46 cm in tehtajo do 135 kg. 